# Crevette caramote
Farfantepenaeus kerathurus, Melicertus kerathurus
Espèce
Statut de conservation UICN

NE : Non évalué
La Crevette caramote, Farfantepenaeus kerathurus, aussi appelée crevette rose de Méditerranée, crevette rayée, tigrée, du Maroc, ou royale, est une espèce de crevette de la famille des Penaeidae, classée dans le genre Farfantepenaeus, ou quelquefois dans les genres Penaeus ou Melicertus.

## Description et éléments d'écologie
F. kerathurus est une grosse crevette pouvant atteindre environ 22 cm de long, la taille commune étant plutôt vers 12-16 cm,,. Sa couleur, assez variable, est le plus souvent beige à grise avec une certaine transparence ou ambrée. L’abdomen est marqué de bandes brunes plus foncées. L’éventail caudale est bordé de bleu dans sa partie postérieure,. Un autre critère est la présence d’une unique dent sur la face ventrale du rostre, excroissance qui passe au-dessus des yeux. Ce rostre est ici court et dépasse peu les yeux. 
Cette crevette apprécie les fonds boueux à sableux, comme F. notialis, et s’y enfouit à l’occasion. 
La reproduction a lieu pendant les mois les plus chauds dans les eaux côtières des estuaires et lorsque le froid s’installe, ces crevettes semblent migrer vers des eaux plus profondes. 
Elle a un régime alimentaire diversifié, et consomme principalement des petits mollusques, des crustacés et des vers marins.

## Répartition et habitat
Elle est typique de l'Atlantique oriental et a été rarement signalée au Sud de l'Angleterre. Elle est plus courante de l'Espagne jusqu'au nord de l'Angola[Selon qui ?]. Elle est aussi présente dans toute la Méditerranée,. C’est une espèce d’eaux côtières marines ou saumâtres, normalement enregistrée entre 0,5 m et 90 m de fond, bien que parfois observée bien plus profond (> 500 m vers la Sicile).

## Usages

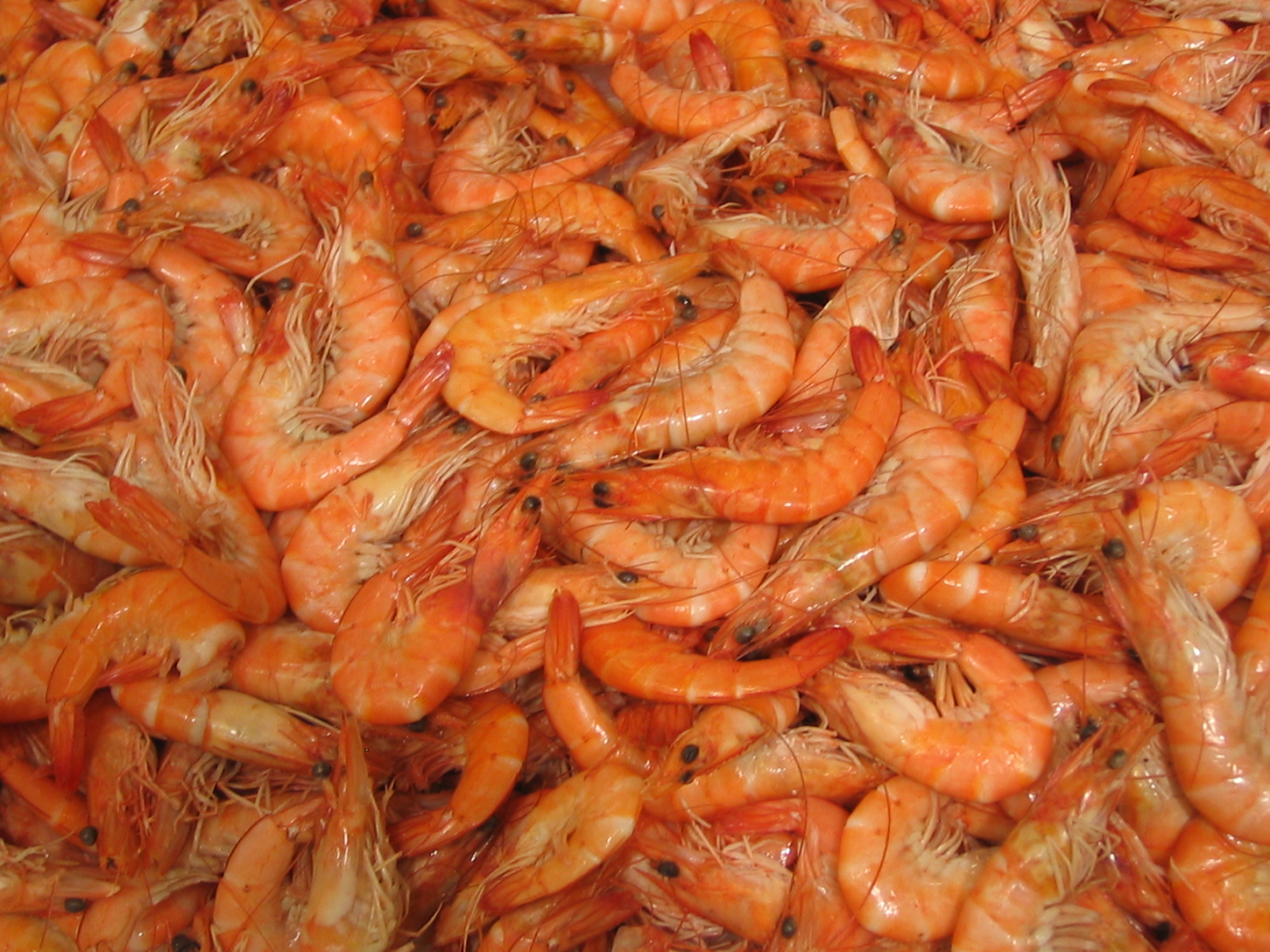
Crevettes caramotes cuites.

F. kerathurus est exploité dans les pêcheries côtières le long de toutes les côtes méditerranéennes, sa grande taille et son excellent goût en faisant une espèce recherchée. En Afrique de l'Ouest, l'espèce est par contre d'une importance mineure et il existe seulement de petites pêcheries, par exemple aux Bénin et Nigeria. Elle n’en reste pas moins consommée et vendue localement. 